# Coesula lucida
Coesula lucida là một loài tò vò trong họ Ichneumonidae.